# Agnieszka Brzeżańska
Agnieszka Brzeżańska (ur. 1972 w Gdyni) – polska artystka wizualna, malarka, fotografka, twórczyni filmów wideo.

## Życie i twórczość
Studiowała w Akademii Sztuk Pięknych w Gdańsku (1992-1995) i Akademii Sztuk Pięknych w Warszawie (1995-1997), gdzie obroniła dyplom w pracowni Stefana Gierowskiego. W latach 1998-2001 jako stypendystka rządu japońskiego studiował na Tokijskim Uniwersytecie Sztuki.
W swojej twórczości wykorzystuje różne środki wyrazu: obrazy, rysunki, zdjęcia, filmy wideo, kolaże, w późniejszych latach także ceramikę, plecionki, tkaniny. Inspiruje się z jednej strony nauką (biologią, fizyką), z drugiej strony różnymi formami duchowości, magią, zielarstwem, szamanizmem czy parapsychologią. Jej estetyka bliska jest kulturze New Age, jakkolwiek sama artystka przyznając się do wykorzystywania motywów z nią związanych, zastrzegła, iż nie przepada za "tym trendem".
Swoje prace prezentowała na kilkudziesięciu wystawach indywidualnych i zagranicznych, brała m.in. udział w 10. Berlin Biennale w 2018. Na wystawie Double Happiness (2002, kuratorzy Hanna Wróblewska i Stach Szabłowski) zajmowała się szeroko pojętą duchowością, przeżywaną w codzienności, poza systemami religijnymi. Projekt Free doom (2005) poświęciła zbliżającemu się końcowi świata zagrożonego katastrofą ekologiczną i cywilizacyjną. Na kolejnych wystawach: Back to garden (2011), I love you. Be good (2013), Ziemia rodzinna (2015), przekrojowej Cała Ziemia parkiem narodowym (2018), Ziółka, drzewka y chróściki (2024) podejmowała tematy związane z relacją człowieka do natury i przyrody oraz jego miejscem w świecie. Stach Szabłowski dostrzegał w jej propozycji artystycznej „matriarchalny, uduchowiony i etyczny porządek, równie wrażliwy na człowieka, jak i na to, co nie ludzkie”.
W 2018 otrzymała Nagrodę Główną Fundacji Sztuki Polskiej ING, w 2024 Doroczną Nagrodę Ministra Kultury i Dziedzictwa Narodowego w kategorii sztuk wizualnych.